# Молбо (сыр)
Молбо (дат. Molbo) — сыр из коровьего молока, производимый в Дании в регионе полуострова Молс. Этот сыр очень похож на Эдам, имеет тонкий, лёгкий вкус, слегка пикантный и солёный. Дырочки маленькие, одинакового размера. Жирность этого сыра около 40 %. Имеет покрытие из красного парафина.